# Келлі Рікон
Келлі Рікон (англ. Kelly Rickon, 27 жовтня 1959) — американська академічна веслувальниця.
Срібна призерка Олімпійських Ігор 1984 року в складі парної четвірки зі стерновою.